# ムーテイイチ
ムーテイイチは日本の競走馬、繁殖牝馬。中央競馬の障害競走で活躍し重賞2勝。1972年度の優駿賞最優秀障害馬に選出されている。障害時代の主戦騎手は松田博資。

## 経歴
1968年6月に競走馬デビューを迎えたが、平地競走では振るわず4歳秋に障害馬に転向する。すると転向初戦で2着に大差を付けて圧勝。その後条件戦も3連勝し、年末の障害オープン戦では2着。5戦4勝・2着1回という優秀な成績で障害デビュー初年度を終えた。
古馬となっては、春シーズンは7戦してわずか1勝、重賞初挑戦となった阪神障害ステークス（春）は最下位と不調だった。しかし夏から徐々に調子を上げて秋を迎えると、緒戦のオープン戦に勝利して臨んだ阪神障害ステークス（秋）で重賞を初制覇。続いて出走した関西で最大の障害競走・京都大障害（秋）も連勝すると、この年最終戦となったオープン戦も圧勝し、春とは一転して4戦4勝という成績で秋シーズンを終える。最優秀障害馬の選考では、中山大障害（春）に優勝したナスノセイランが投票では267点と、211点のムーテイイチを上回っていたが、実行委員会は全会一致でムーテイイチを選出した。
明けて6歳は春先のみ3戦し、緒戦を1、2着として迎えた引退レースをレコードタイムで制して有終の美を飾り、これをもって競走馬を引退。その後は馬主の上田清次郎が経営する上田牧場で繁殖牝馬となった。
母としてはこれという仔を出せず凡庸な成績に終わった。しかし孫のブゼンスワンに「ムーテイイチが果たせなかった中山大障害制覇を」との期待を込めて、障害で顕著な成績を残した名種牡馬モガミが種付けされて生まれたブゼンキャンドルが平地GI競走の秋華賞で優勝し、期せずして牝系からGI優勝馬を送り出す結果となったが、2001年に上田牧場は廃業しており、これが上田牧場最後の活躍馬となった。

## 血統表
| ムーテイイチの血統（プリンスローズ系/ 5代内アウトブリード） | ムーテイイチの血統（プリンスローズ系/ 5代内アウトブリード） | ムーテイイチの血統（プリンスローズ系/ 5代内アウトブリード） | （血統表の出典）              | （血統表の出典） |
| 父 *ムーティエ Moutiers 1958 栗毛 フランス                  | 父の父Sicambre 1948 黒鹿毛 フランス                         | Prince Bio                                                  | Prince Rose                   | Prince Rose      |
| 父 *ムーティエ Moutiers 1958 栗毛 フランス                  | 父の父Sicambre 1948 黒鹿毛 フランス                         | Prince Bio                                                  | Biologie                      |                  |
| 父 *ムーティエ Moutiers 1958 栗毛 フランス                  | 父の父Sicambre 1948 黒鹿毛 フランス                         | Sif                                                         | Rialto                        | Rialto           |
| 父 *ムーティエ Moutiers 1958 栗毛 フランス                  | 父の父Sicambre 1948 黒鹿毛 フランス                         | Sif                                                         | Suavita                       |                  |
| 父 *ムーティエ Moutiers 1958 栗毛 フランス                  | 父の母Ballynash 1946 鹿毛 イギリス                          | Nasrullah                                                   | Nearco                        | Nearco           |
| 父 *ムーティエ Moutiers 1958 栗毛 フランス                  | 父の母Ballynash 1946 鹿毛 イギリス                          | Nasrullah                                                   | Mumtaz Begum                  |                  |
| 父 *ムーティエ Moutiers 1958 栗毛 フランス                  | 父の母Ballynash 1946 鹿毛 イギリス                          | Ballywellbroke                                              | Ballyferis                    | Ballyferis       |
| 父 *ムーティエ Moutiers 1958 栗毛 フランス                  | 父の母Ballynash 1946 鹿毛 イギリス                          | Ballywellbroke                                              | The Beggar                    |                  |
| 母 ブゼンアサイチ 1954 鹿毛 鹿児島県                        | 母の父アサフジ 1943 鹿毛 岩手県                             | *プリメロ Primero                                           | Blandford                     | Blandford        |
| 母 ブゼンアサイチ 1954 鹿毛 鹿児島県                        | 母の父アサフジ 1943 鹿毛 岩手県                             | *プリメロ Primero                                           | Athasi                        |                  |
| 母 ブゼンアサイチ 1954 鹿毛 鹿児島県                        | 母の父アサフジ 1943 鹿毛 岩手県                             | 第四ウエツデイングサーフ                                    | *シアンモア                   | *シアンモア      |
| 母 ブゼンアサイチ 1954 鹿毛 鹿児島県                        | 母の父アサフジ 1943 鹿毛 岩手県                             | 第四ウエツデイングサーフ                                    | ウエツデイングサーフ          |                  |
| 母 ブゼンアサイチ 1954 鹿毛 鹿児島県                        | 母の母祐星 （コクサイイチ） 1941 芦毛 千葉県                | ハクコウ                                                    | Purple Shade                  | Purple Shade     |
| 母 ブゼンアサイチ 1954 鹿毛 鹿児島県                        | 母の母祐星 （コクサイイチ） 1941 芦毛 千葉県                | ハクコウ                                                    | *スリリング                   |                  |
| 母 ブゼンアサイチ 1954 鹿毛 鹿児島県                        | 母の母祐星 （コクサイイチ） 1941 芦毛 千葉県                | コクサイ                                                    | Farman                        | Farman           |
| 母 ブゼンアサイチ 1954 鹿毛 鹿児島県                        | 母の母祐星 （コクサイイチ） 1941 芦毛 千葉県                | コクサイ                                                    | *デズモンズホリデイ F-No.12-d |                  |

ムーテイイチ以外も障害で好成績を収めている血統であり、母の全弟に1953年の中山大障害（春）など重賞3勝のハクオー、京都大障害の優勝馬イチイチがいる。ほかムーテイイチの半姉ミスハーキュリーの仔に中京記念の優勝馬ゼットアローがいる。